# Dodecatheon alpinum
Espèce
Classification phylogénétique
Synonymes
- Dodecatheon tetrandrum Suksd. ex Greene
- Dodecatheon alpinum subsp. majus H.J.Thomps.
- Primula tetrandra (Suksd. ex Greene) A.R.Mast & Reveal, non P. alpina Salisb.

Dodecatheon alpinum est une espèce de plantes à fleurs de la famille des Primulaceae. Elle est indigène à l'ouest de l'Amérique du Nord.

## Description

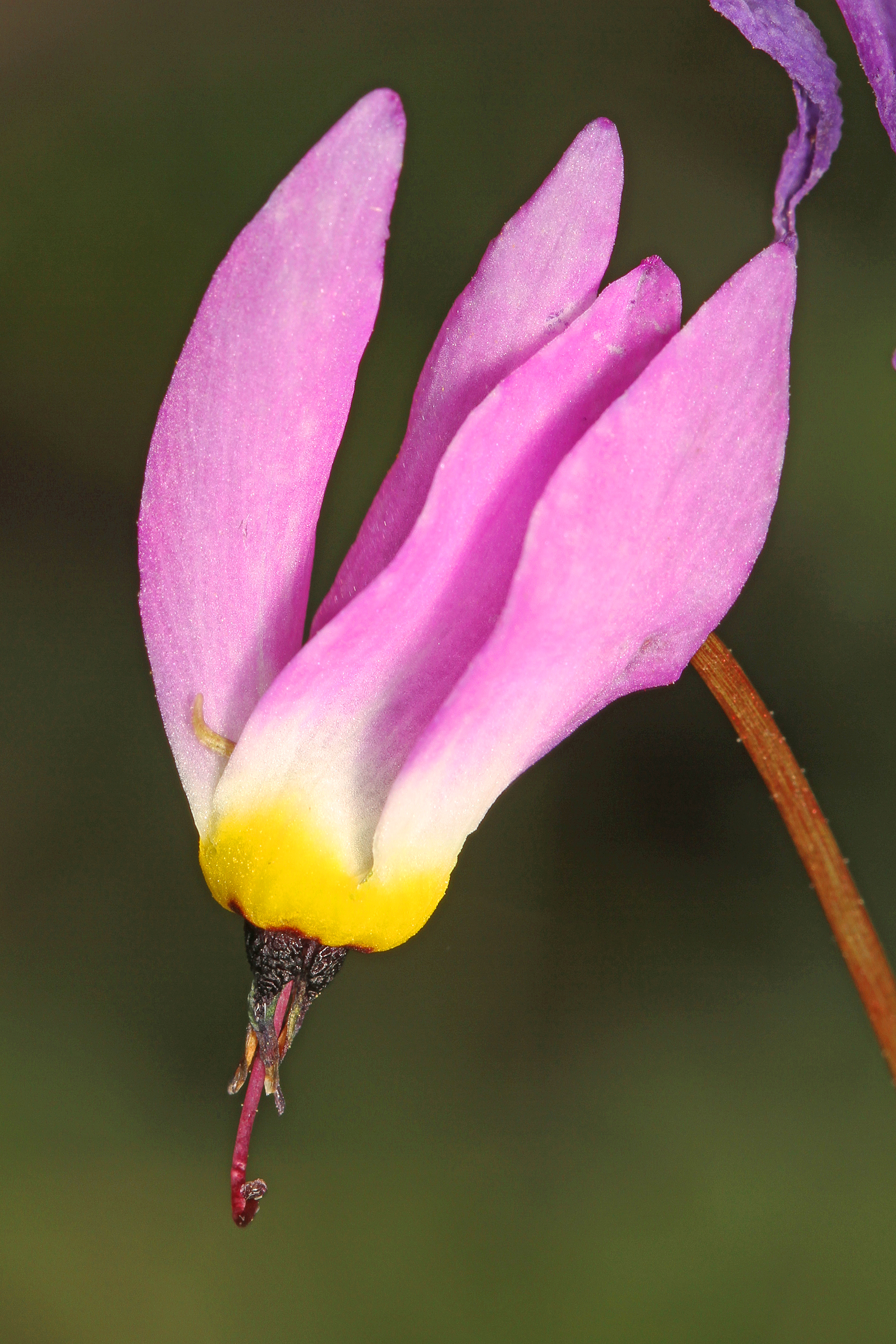
Gros plan sur une fleur de Dodecatheon alpinum.

Dodecatheon alpinum est une plante herbacée qui mesure entre 10 et 35 cm de haut. Ses racines sont épaisses et blanchâtres. Ses feuilles, au nombre de deux à vingt, sont droites et originent de la base d'une tige érigée d'un vert sombre. Les fleurs sont terminales. Elles sont composées de quatre sépales lavande ou rose pâle avec une base blanche ou jaune, d'un stigmate et de grande anthères noires. Lorsque la fleur est ouverte, les sépales pointent en direction opposée aux anthères. La floraison a lieu de juin à août.

## Écologie

### Répartition et habitat
On retrouve Dodecatheon alpinum dans les états américains d'Arizona, Californie, Nevada, Oregon, Utah et Washington, où elle croit principalement dans les forêts de conifères en altitude. Cette espèce est partiellement aquatique, poussant parfois en marge des tourbières et le long des ruisseaux à faible débit.